# Johannes Elias Teijsmann

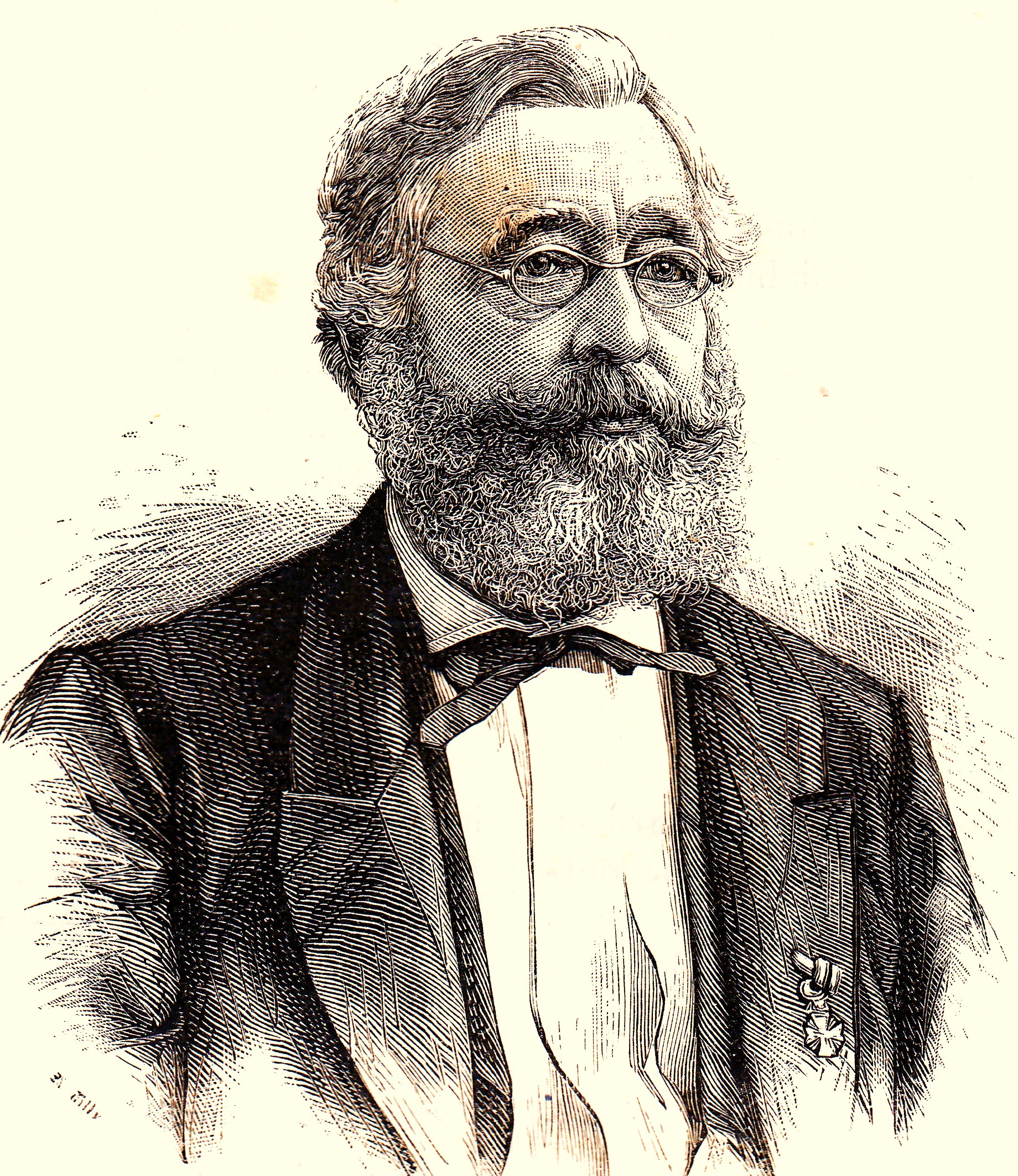
Johannes Elias Teijsmann

Johannes Elias Teijsmann oder Teysmann (* 1. Juni 1808; † 22. Juni 1882 in Buitenzorg) war ein niederländischer Botaniker. Sein botanisches Autorenkürzel lautet „Teijsm.“  

## Leben und Wirken
Teijsmann kam 1830 in Java an und wurde von dem niederländischen Generalgouverneur van den Bosch als Gärtner eingestellt. Von 1831 bis 1860 war er Kurator des Botanischen Gartens Buitenzorg (Bogor).
Er nahm an mehreren botanischen Exkursionen auf die Sunda-Inseln, nach Malaysia, nach Thailand, dem damaligen Siam und nach Neuguinea teil.
Er führte die Ölpalme aus Westafrika nach Indonesien ein, die noch heute zu den wichtigsten landwirtschaftlichen Produkten der Inseln gehört.
Teijsmann entdeckte und beschrieb viele Arten von Orchideen und tropischen Pflanzen, oft in Zusammenarbeit mit dem niederländischen Botaniker Simon Binnendijk, seinem wissenschaftlichen Assistenten.
Beide legten zusammen zwei umfangreiche Pflanzenkataloge an.

## Ehrungen
- Der Gattungsname Teysmannia Miq. aus der Familie der Hundsgiftgewächse (Apocynaceae), der Name der Palmengattung Johannesteijsmannia H.E.Moore sowie der Name der Gattung Teijsmanniodendron Koord. aus der Familie der Lippenblütler (Lamiaceae) sind ihm zu Ehren benannt.[1]
- Er war Ritter des Ordens vom Niederländischen Löwen und seit 1865 korrespondierendes Mitglied der Königlich Niederländischen Akademie der Wissenschaften.[2]